# Смит, Джордж Айзек
Джордж Айзек (Айк) Смит (англ. George Isaac (Ike) Smith; 6 апреля 1909, Стьюиэйк, Новая Шотландия — 19 декабря 1982, Труро, Новая Шотландия) — канадский государственный деятель. Министр в правительствах Новой Шотландии (от Прогрессивно-консервативной партии) с 1956 года, в том числе премьер-министр в 1967—1970 годах, сенатор Канады в 1975—1982 годах.

## Биография
Родился в 1909 году в Стьюиэйке (Новая Шотландия). Получил юридическое образование и вёл адвокатскую практику до начала Второй мировой войны. С началом войны поступил на военную службу, в 1944 году получив должность начальника адъютантского отдела штаба армии. Служил в 1-м Канадском парашютном батальоне и в штабе 1-й Канадской армии. За время службы был удостоен награды за эффективность и (в 1945 году) произведён в кавалеры ордена Британской империи. Также произведён в офицеры ордена Оранских-Нассау (Нидерланды). В 1946—1949 году командовал полком Королевских новошотландских горцев. Уволен в запас в звании подполковника. Позже (в 1967—1972 годах) был почётным полковником этого полка.
В послевоенные годы активно занимался провинциальной политикой и в 1948 году участвовал в избрании Роберта Стэнфилда лидером Прогрессивно-консервативной партии Новой Шотландии. Сам Смит был избран в Законодательное собрание Новой Шотландии в 1949 году. Получил статус королевского адвоката в 1950 году. С 1956 года занимал посты в правительственном кабинете Стэнфилда, был министром дорожного сообщения, провинциальным секретарём и министром финансов. В 1967 году, когда Стэнфилд перешёл на пост в федеральном правительстве, Смит сменил его в должности премьер-министра Ноаой Шотландии. Выступал в поддержку проведения федерально-провинциальных конференций и уравнения условий труда между провинциями. Правительство Смита сыграло важную роль в национализации компании Sydney Steel в 1968 году.
В 1970 году Прогрессивно-консервативная партия потерпела поражение на провинциальных выборах. Смит оставался лидером оппозиции в Законодательном собрании до 1971 года и депутатом от округа Колчестер до 1974 года. В августе 1975 года премьер-министр Канады Пьер Трюдо назначил Смита сенатором от Новой Шотландии. Тот исполнял обязанности сенатора до декабря 1982 года, когда скончался от инфаркта в Колчестерской региональной больнице (Труро) в возрасте 73 лет, оставив после себя жену Сару, двоих сыновей и дочь.